# Proyecto Varela
El Proyecto Varela fue un proyecto de ley ideado y dirigido por el activista político cubano Oswaldo Payá en 1998, que abogaba por reformas políticas en Cuba a favor de mayores libertades individuales. El nombre del proyecto se eligió en honor a Félix Varela, un clérigo abolicionista e independentista cubano de la primera mitad del siglo XIX. El movimiento logró cierta repercusión internacional entre 2002 y 2003.

## La iniciativa ciudadana del Proyecto Varela
El Proyecto Varela se difunde como basado en el artículo 88 (g) de la constitución cubana de 1992, que permite a los ciudadanos proponer leyes si 10 000 electores registrados presentan sus firmas a favor de la propuesta, pero los promotores del proyecto no acreditaron la condición de electores de los firmantes tal y como exige la ley complementaria, que es el Reglamento de la Asamblea Nacional (1996).
La organización reportó haber recogido 11.200 firmas, más del número requerido para ser considerado por la Asamblea Nacional. El gobierno, de desconocerlo primeramente, perseguir las recogidas de firma e incautar algunas, una vez que fue presentado el proyecto en la Asamblea Nacional, pasó a decir que el mismo no cumplía con la exigencia legal de acreditar la condición de los electores solicitantes mediante declaración jurada ante notario. Lo que evidentemente era un pretexto para su improcedencia, pues ningún votante cubano acorde a la ley electoral, para ejercer su derecho al voto tiene que hacer tal formalidad notarial. En 2002, Payá presentó personalmente las firmas apoyando el Proyecto Varela a la Asamblea Nacional, y en 2004 presentó 14.000 firmas adicionales, a pesar de que el proyecto ya había sido rechazado por dictamen de la Comisión de Asuntos Constitucionales y Jurídicos de la Asamblea Nacional. Sin embargo, la Asamblea Nacional rechazó el pedido porque ni se ajustaba formalmente a la ley ni venía elaborado como iniciativa legislativa, sino como una mezcla de diversos asuntos legales que exigían tratamiento específico de anteproyecto de ley.

## El contenido del Proyecto Varela
Las reformas propuestas por proyecto se centraban en varios puntos, pero se limitaban al mero planteo, sin presentar articulado alguno y sin ajustarse a la fundamentación expresamente exigida por el Reglamento de la Asamblea Nacional. Entre ellos:
- Derecho a la libre expresión y a la libre asociación que garantizarían el pluralismo, abriendo la sociedad cubana al debate político y facilitando una democracia más participativa.

- Amnistía de todos aquellos encarcelados por motivos políticos entendido como paso imprescindible hacia la reconciliación de los cubanos.

- Derecho de los cubanos a formar empresas tanto de propiedad individual como cooperativa, armonizando esta participación de los ciudadanos en la economía con la orientación social de la empresa, el respeto al consumidor y los derechos de los trabajadores.

- Una nueva ley electoral, que modificara la nominación de los candidatos y el propio sistema de elección de los mismos. La propuesta promovía que los candidatos a delegados a la Asamblea Municipal, los candidatos a delegados a la Asamblea Provincial y los candidatos a Diputados a la Asamblea Nacional fueran propuestos y escogidos directamente por los electores de su circunscripción, pudiendo existir varios candidatos para cada uno de los cargos en disputa, proponiendo además el establecimiento de una serie de garantías para que los candidatos pudieran realizar su campaña electoral.

El proyecto pedía también consulta popular y referendo como si fueran la misma institución constitucional, a pesar de que constan bien delimitadas en la Constitución cubana.

## Respuesta del gobierno cubano
La Comisión de Asuntos Constitucionales y Jurídicos de la Asamblea Nacional del Poder Popular de Cuba no respondió a la iniciativa del Proyecto Varela con su alegada propia iniciativa, proponiendo que la constitución cubana fuera enmendada para hacer permanente el carácter socialista del estado cubano. Esta comisión no emprendió iniciativa alguna, sino que dicha iniciativa criticó directa y expresamente los discursos del presidente estadounidense en Washington y Miami el 20 de mayo de 2002, en el contexto de la publicación del informe del Departamento de Estado que calificaba a Cuba como un Estado patrocinador del terrorismo. Los medios de información consideraron que tales críticas eran una respuesta al Proyecto Varela. La mencionada comisión emitió su dictamen el 1 de noviembre de 2002 y el presidente de la Asamblea Nacional lo hizo llegar el 18 de noviembre a Payá en persona, quien se negó a aceptarlo porque su nombre no aparecía en el encabezamiento del dictamen. El presidente de la Asamblea Nacional decidió entonces volver a remitirle por correo certificado el dictamen de rechazo al Proyecto Varela.[cita requerida]
Suele decirse la votación de esta nueva iniciativa —declarar el socialismo irrevocable— fue aprobada por el 98,97% de los votos, pero no hubo votación, sino firma de propuesta a la Asamblea Nacional, que modificó la Constitución por votación unánime. Un reportero de la cadena británica BBC dijo haber entrevistado a muchos ciudadanos que se sintieron presionados para firmar la petición del gobierno.

### Declaraciones del gobierno cubano acerca del Proyecto Varela

#### Declaraciones del Ministro del Exterior
El Ministro Exterior de la República de Cuba, Felipe Pérez Roque, declaró el 9 de abril de 2003 que 

El Proyecto Varela forma parte de la estrategia de subversión contra Cuba, ha sido concebido, financiado y dirigido desde el exterior, con la participación activa de la Sección de Intereses norteamericana en La Habana; forma parte del mismo esquema de subversión, no tiene el menor asidero en las leyes cubanas, es una burda manipulación de la Constitución y las leyes de Cuba

 agregando que 

Se ha multiplicado el uso de la valija diplomática de la Sección de Intereses de Estados Unidos en La Habana, para financiar, proveer de medios para ejercer su labor contrarrevolucionaria en Cuba a los grupos creados y financiados por el gobierno de Estados Unidos. En fin, se ha creado una situación de crispamiento, de aumento de la labor subversiva, del irrespeto por las leyes cubanas, de franco desafío a la institucionalidad legal de Cuba, a la que toda representación diplomática debe respeto en su trabajo en nuestro país.

#### Declaración del Ministerio de Justicia
En abril 3, 4, 5 y 7, contrarrevolucionarios detenidos recientemente por su conocida participación en actividades mercenarios y otros actos contra la independencia y la integridad territorial del estado aparecieron en los tribunales de Crímenes contra la Seguridad del Estado, ligados a las cortes municipales del país, en una audiencia pública.

Sus juicios se llevaron a cabo de acuerdo a los procedimientos establecidos en el Artículo 479 del Acto de Procedimientos Criminales, con amplio respeto por las garantías y derechos básicos de los acusados.

Las sentencias impuestas por la Corte conllevaban términos de seis a veintiocho años y todos los acusados fueron debidamente instruidos sobre el derecho a apelar sus sentencias ante la Corte Suprema del Pueblo.

## Reacciones internacionales

### Declaraciones del Departamento del Estado de los EE. UU.
De acuerdo al Departamento de Estado de los Estados Unidos, los activistas reportaron el hostigamiento de los agentes de seguridad estatales. Según la misma fuente, las autoridades detuvieron y arrestaron a varios activistas del Proyecto Varela, confiscaron firmas, multaron y amenazaron a militantes y firmantes, y obligaron a los adherentes a anular sus firmas. A su vez, miembros de la seguridad del estado habrían fingido ser voluntarios y paulatinamente se infiltraron en la organización del proyecto. Durante mayo y junio, Oswaldo Payá reportó que agentes de seguridad del estado visitaron y presionaron a más de 50 firmantes del Proyecto Varela para que anularan sus firmas y denunciaran a los activistas que habían recogido sus firmas".
Según el Departamento de Estado de los Estados Unidos, el Código Penal cubano incluye el concepto de “peligrosidad” definido como la tendencia de una persona a cometer crímenes, demostrado por su conducta en contradicción a las normas socialistas. Si la policía decide que un individuo exhibe signos de “peligrosidad” pueden traer al acusado a corte o someterlo a terapia o re-educación política. De acuerdo a la Comisión Interamericana de Derechos Humanos, esta provisión es igual a un criterio subjetivo utilizado por el gobierno para justificar violaciones a la libertad personal y el proceso legal correspondiente para aquellas personas cuyos único crimen es que tienen una opinión distinta a la opinión oficial.
De acuerdo con la misma fuente, Oswaldo Payá no ha sido arrestado, pero la opresión de las autoridades ha resultado en la encarcelación de 75 prisioneros políticos, con sentencias de 6 a 28 años, luego de ser acusados y convictos de actos “contra la independencia o la integridad territorial del Estado”, en el marco de lo que se conoce como la Primavera Negra de Cuba. Muchos de los arrestados no tenían conocimiento de los cargos contra ellos ni acceso a abogados hasta momentos antes de su juicio de un día, presidido por un juez subordinado al Partido Comunista. El Comisionado de las Naciones Unidas para los Derechos Humanos expresó preocupación con los arrestos y juicios ligeros, como lo hicieron muchos gobiernos, organizaciones internacionales y el público.

### Amnistía Internacional
Amnistía declaró que los 75 activistas encarcelados eran “prisioneros de conciencia", sus métodos eran no violentos, y su filosofía democrática.

### Observadores internacionales
El Proyecto Varela fue alabado por observadores desde fuera como el expresidente estadounidense Jimmy Carter, en un discurso en mayo de 2002 en La Habana. También recibió elogios por parte del Parlamento Europeo, que otorgó a Payá el Premio Sájarov por la Libertad de Pensamiento.

## Reportes de persecución de los arrestados en marzo de 2003
En marzo de 2003, fueron arrestados 75 activistas de los derechos humanos, incluyendo a 25 miembros del Proyecto Varela, con una variedad de acusaciones; todos fueron sentenciados a prisión dentro de veinte días después de sus arrestos.
José Daniel García Ferrer, uno de los líderes del proyecto que fue arrestado, reportó haber pasado 45 días en una celda de castigo sin luz ni agua, ya que había protestado por la suspensión de correspondencia, la entrega de comida y equipo médico de su familia. Afirmó no haber recibido alimentos ni agua durante los tres primeros días en prisión, y que durmió en un piso de cemento. Denunció además que las autoridades confiscaron su Biblia y le prohibieron el contacto con los otros prisioneros. Ferrer cumple una sentencia de 25 años por "acciones contra la independencia o la integridad territorial del Estado".
Fabio Prieto Llorente, quien también fuera apresado, reportó que haber sido detenido en una celda con paredes que goteaban y un bloque de cemento como cama. Agregó que la celda estaba infectada con sapos, ratas e insectos. Prieto cumple una sentencia de 20 años por "acciones contra la independencia o la integridad territorial del Estado".
Yarai Reyes, esposa de Normando Hernández González, reportó que las autoridades de la prisión incitaron a otros prisioneros comunes a golpear a su marido. Hernández cumple una condena de 25 años por "acciones contra la independencia o la integridad territorial del Estado". Barbara Rojo Arias, esposa del periodista detenido Omar Ruiz Hernández, reportó que a su esposo le negaron el acceso a medicamentos para sus problemas cardíacos y estomacales. Ruiz cumple una sentencia de 18 años por "acciones contra la independencia o la integridad territorial del Estado".
Oscar Espinosa Chepe, otro detenido que fue liberado en 2004, reportó que oficiales de la prisión le negaron regularmente atención médica adecuada durante su encarcelación. También Oscar Elias Biscet, fundador del Lawton Center, denunció que no le permitieron a su esposa visitarlo con regularidad ni que le llevara una ración de comida